# Colonia Arroyo Blanco
Colonia Arroyo Blanco är en ort i Mexiko.   Den ligger i kommunen Guanajuato och delstaten Guanajuato, i den centrala delen av landet, 280 km nordväst om huvudstaden Mexico City. Colonia Arroyo Blanco ligger 1 908 meter över havet och antalet invånare är 202.
Terrängen runt Colonia Arroyo Blanco är kuperad norrut, men söderut är den platt. Runt Colonia Arroyo Blanco är det ganska tätbefolkat, med 160 invånare per kvadratkilometer. Närmaste större samhälle är Guanajuato, 6,9 km nordost om Colonia Arroyo Blanco. Trakten runt Colonia Arroyo Blanco består i huvudsak av gräsmarker.